# Никопол
Ни́копол, Ні́копол, Ні́кополь (болг. Никопол) — місто в Болгарії. Розташований у Плевенській області, входить до складу общини Никопол. Населення становить 4 071 чоловік.

## Політична ситуація
Кмет (мер) громади Никопол — Валерій Димитров Желязков (БЗНС) за результатами виборів 2007 року до правління громади.

## Історія
1396 османські війська на чолі з Баязетом I розгромили армію хрестоносців угорського короля Сигізмунда біля Никопола.
Під час російсько-османської війни 1877—1878 років російські війська здобули фортецю Никопол. На честь міста був перейменований захоплений там річковий броненосець типу «Фетх-Уль Іслам» «Podgoriçe», який було включено до складу Чорноморського флоту Російської імперії.  

## Карти
- bgmaps.com[недоступне посилання з вересня 2019]
- emaps.bg[недоступне посилання з червня 2019]
- Google